# Arapski nacionalizam
Arapski nacionalizam (arapski: القومية العربية‎; al-Qawmiyya al-`arabiyya) nacionalistička je ideologija koja se poziva na dostignuća arapske kulture, jezika i književnosti na temelju kojih se zalaže za političko ujedinjenje Arapskog svijeta od Atlantskog oceana do Arapskog mora. Ideologija se javlja koncem 19. stoljeća, značajnije se prima tijekom velike Arapskog ustanka protiv Osmanskog Carstva (1916. – 1918.). 
Na samom početku arapskog nacionalizma održan je Arapski kongres u Parizu 1913. godine, koji je verbalizirao zahtjev za širu autonomiju arapa u Osmanskom carstvu. Za vrijeme Prvog svjetskog rata, Arapi u današnjoj Saudijskoj Arabiji podižu 1916. godine Arapski ustanak protiv Osmanskog carstva, te uz britansku i francusku potporu zauzimaju krajem rata područja Jordana, Sirije i Iraka, te čitavog Arapskog poluotoka. Čitavo to područje je međutim pod snažnim utjecajem i čak vlašću Velike Britanije i Francuske, a njime vladaju arapske velikaške obitelji s posve nemodernim nazorima: moderno obrazovani intelektualci će narednih desteljeća prenositi u taj dio svijeta nacionalističke i republikanske ideje kakve su bile moderne u zemljama u kojima su se školovali. 
Arapski nacionalisti stavljaju naglasak na nacionalni identitet Arapa, radije nego na Islam (znadu ukazivati da su arapi stvorili Islam, a ne obrnuto); makar uglavnom nisu ateisti. Stoga se – suprotno islamistima – zalažu za modernizaciju koja će nastojati uspostaviti u arapskim zemljama suvremene i efikasne ustanove prema uzorima iz suvremenog svijeta, čak i ako ti uzori ne mogu naći uporišta u islamskoj tradiciji.
Arapski nacionalisti su povijesno bili republikanci, te su doista svrgnuli monarhije u Egiptu (1952.), Tunisu (1957.), Iraku (1963.), Libiji (1969.) i Sjevernom Jemenu (1970., nakon Građanskog rata u Sjevernom Jemenu između monarhista i republikanaca, koji je trajao od 1962. godine). 
U prvoj polovici 20. stoljeća arapski nacionalizam dobiva i antikolonijalističku dimenziju usmjerenu protiv kolonijalističkih sila Zapadnog svijeta, a u drugoj polovici i anticionističku (nakon osnivanja Izraela u do tada Arapima nastanjenoj Palestini) odnosno socijalističku, uz zbližavanje sa SSSR-om. Neki od najpoznatijih predstavnika arapskog nacionalizma bili su egipatski predsjednik Gamal Abdel Naser (naserizam), libijski pukovnik Muammar al-Gaddafi te sirijski filozof Michel Aflaq koji se smatra utemeljiteljem baasizma. Među arapske nacionaliste ubrajaju se i Jaser Arafat, dugogodišnji (od 1966. do smrti 2004. godine) vođa Palestinske oslobodilačke organizacije, Hafez al-Assad, predsjednik Sirije 1971. – 2000., te Habib Bourguiba, predsjednik Tunisa 1957. – 1987. godine.
Arapskom nacionalizmu je srodan panarabizam, koji poziva na zbližavanje i tijesnu suradnju arapskih država. 
Utjecaj arapskog nacionalizma je svoj vrhunac doživio krajem 1960.-ih godina, da bi zapao u ozbiljnu krizu nakon Šestodnevnog rata 1967. godine kada su arapske zemlje predvođene Egiptom i podržavane od Sovjetskog Saveza doživjele teški poraz.
Najznačajniji oprečni pan-pokret arapskom nacionalizmu jest sunitski panislamizam koji poziva na obnovu islamskog (dakle, ne samo arapskog) kalifata.

## Poveznice
- Arapski svijet
- Arapska liga
- Panarabizam
- Naserizam
- Baasizam